# Finest Worksong
Finest Worksong è un brano della band statunitense R.E.M. La canzone è il terzo singolo estratto dal quinto album della band Document (1987).

## Tracce
7" single
1. "Finest Worksong" – 3:50
2. "Time After Time, Etc." (live)1 – 8:22

12" single and 3" CD single
1. "Finest Worksong" – 3:50
2. "Time After Time, Etc." (live)1 – 8:22
3. "Finest Worksong" (Lengthy Club Mix) – 5:52
4. "Finest Worksong" (Other Mix) – 3:47

UK CD single
1. "Finest Worksong"
2. "Time After Time, Etc." (live)1
3. "It's the End of the World as We Know It (And I Feel Fine)"